# Río Mayo (México)
El río Mayo se encuentra al sureste del estado mexicano de Sonora. En su curso se encuentra la importante presa, Adolfo Ruiz Cortines, nombre otorgado en honor de uno de los presidentes de México, ubicada río arriba. Con el propósito de generar electricidad, así como el riego para la agricultura del valle del Mayo. Ubicada a 30 km al noreste de la ciudad de Navojoa.